# Slavko Barbarić
Slavko Barbarić OFM (* 11. März 1946 in Dragićina bei Čitluk, SR Bosnien und Herzegowina, Jugoslawien; † 24. November 2000 in Međugorje, Bosnien-Herzegowina) war ein kroatischer Franziskaner (OFM) und Autor.

## Leben

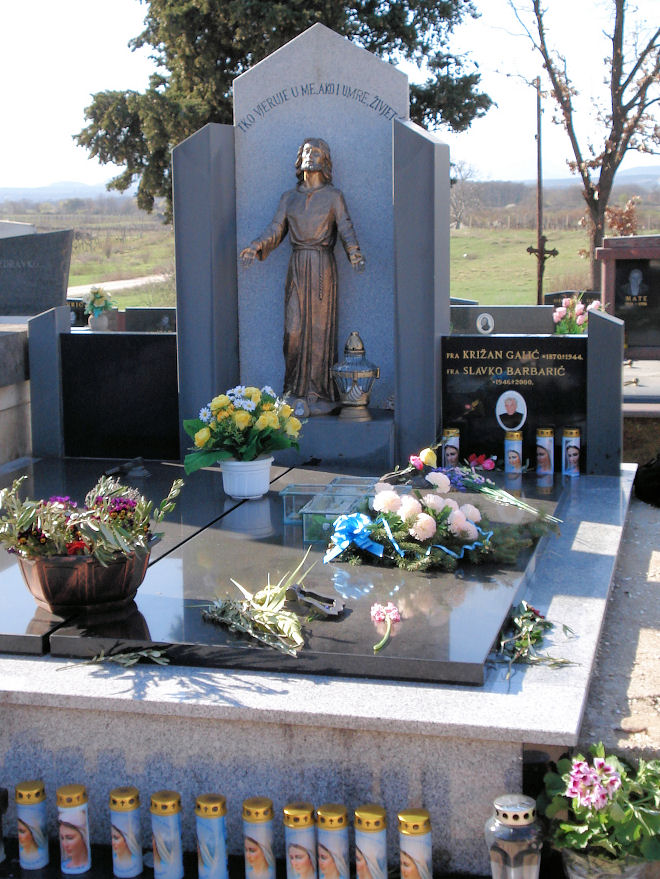
Grab von Slavko Barbarić in Međugorje

Slavko Barbarić wurde im herzegowinischen Dorf Dragićina bei Čitluk geboren. Die Grundschule besuchte er im nahegelegenen Dorf Čerin. Seine weitere Schulbildung erfolgte in Dubrovnik, wo er am dortigen Gymnasium sein Abitur erlangte.
Am 14. Juli 1965 trat er in die bosnisch-herzegowinische Franziskanerprovinz  des Franziskanerordens im Kloster von Humac bei Ljubuški ein. Sein Philosophie- und Theologiestudium erfolgte im bosnischen Franziskanerkloster von Visoko, darüber hinaus studierte er in Sarajevo, Graz, Schwaz und Freiburg im Breisgau. Am 17. September 1971 legte er im Kloster von La Verna am Monte Penna sein Ordensgelübde ab. Die Priesterweihe erfolgte am 19. Dezember 1971 durch den emeritierten Bischof von Cochabamba, Juan Tarsicio Senner OFM im Tiroler Ort Reutte.
Als Kaplan war er von 1973 bis 1978 im herzegowinischen Čapljina tätig. Zudem studierte er die Fachgebiete der Psychologie und der Religionspädagogik in Freiburg und erlangte das Doktorat. Ab dem Jahre 1982 war er Studentenpfarrer in Mostar. Im herzegowinischen Franziskanerkloster von Bijelo Polje unweit von Mostar leitete er erfolgreich Gebetsseminare, die nicht nur unter Jugendlichen großen Anklang fanden. Die kommunistischen Machthaber des ehemaligen Jugoslawiens standen ihm und seinem pastoralen Dienst misstrauisch gegenüber. In dieser Zeit erfuhr Pater Barbarić für seinen pastoralen Dienst als römisch-katholischer Priester Hilfe durch den Zagreber Kardinal Franjo Kuharić.
1983 wurde er zum pastoralen Dienst nach Međugorje versetzt, wo er anfangs den dort angeblich seit dem Jahre 1981 stattfindenden Marienerscheinungen skeptisch gegenüberstand. Diesbezüglich wollte er wortwörtlich in Međugorje „diesem Spuk ein Ende machen“. Diese Einstellung änderte sich bald, als er nach einigen umfangreichen Studien für sich zu dem Ergebnis gelangt war, dass sich die dortigen Vorkommnisse für ihn als authentisch darstellten. Seine persönliche Einschätzung zu Međugorje brachte ihn wiederum in Konfliktsituationen mit den kommunistischen Machthabern des ehemaligen Jugoslawiens, zudem auch mit dem damaligen Ortsbischof Pavao Žanić, der den behaupteten Erscheinungen von Međugorje skeptisch gegenüberstand. Ob dazu der nun über hundertjährige Streit zwischen den Ortsbischöfen und der herzegowinischen Franziskanerprovinz beitrug, ist umstritten.
Pater Slavko Barbarić engagierte sich bis zu seinem Tod sehr für den von der römisch-katholischen Kirche nicht als solchen anerkannten „Wallfahrtsort“ von Međugorje. Dies brachte Barbarić Zwangsversetzungen in verschiedene Pfarreien ein. 1985 bis 1988 wurde ihm die Aufgabe des Pfarrvikars von Blagaj übertragen. 1988 bis 1991 fungierte er als Mitarbeiter des Novizenmeisters im Franziskanerkloster von Humac und dort gleichzeitig als Pfarrvikar. Pater Barbarić setzte sich sehr für die immer mehr werdende Pilgerschar in Međugorje ein, welche trotz der Schikanen der örtlichen und regionalen Behörden nach Međugorje kam. 
Seine Reisen führten ihn unter anderem bis nach Uganda, wo er die angeblichen Seher der Bewegung zur Wiederherstellung der Zehn Gebote besuchte.
Barbarić ließ in Međugorje das Mutterdorf „Majčino Selo“ im Ortsteil Bijakovići errichten. Es diente als Unterkunft für Waisenkinder, später für vergewaltigte Frauen und alleinerziehende Mütter während des Bosnienkriegs. Er gründete Stiftungen für Kinder gefallener Soldaten im Bosnienkrieg und für angehende Theologiestudenten. Zudem leitete er Fasten- und Gebetsseminare. Pastoral war er auch als Hausseelsorger im Drogenzentrum „Campo della vita“ in Međugorje tätig. Er gilt als Initiator des alljährlich stattfindenden Jugendfestivals von Međugorje. Zudem war er maßgeblich an der Gründung des Radiosenders „Radio Mir Međugorje“ beteiligt. Er verfasste zahlreiche Bücher, deren Auflagen über 20 Millionen betragen und die in 20 Sprachen übersetzt wurden, und Artikel, die weltweit in Zeitschriften erschienen.
Am 19. März 1999 und Anfang April 2000 besuchte er kroatische Häftlinge des UN-Kriegsverbrechertribunals in Den Haag. Die Besuche riefen innerhalb der katholischen Kirche sowohl zustimmende als auch kritische Reaktionen hervor.
Vor seinem vermutlich durch Herzinfarkt bedingten Tod am 24. November 2000 auf dem Kreuzberg von Međugorje wurde sein pastoraler Dienst durch den Ortsbischof Ratko Perić eingeschränkt. Pater Slavko Barbarić durfte dadurch keine Beichtgespräche führen und keine offizielle Messfeier in Međugorje zelebrieren. Zudem äußerte man den Wunsch, er solle Međugorje verlassen.
Am 26. November 2000 wurde Slavko Barbarić im Ortsfriedhof Kovačica in Međugorje beigesetzt. Den Trauergottesdienst leitete Bischof Ratko Perić. Es haben sich weltweit mehrere Initiativen von Međugorjepilgern gebildet, die einen Seligsprechungsprozess durch die römisch-katholische Kirche erhoffen.